# La Meije
La Meije es una montaña en el macizo des Écrins (Alpes del Delfinado), ubicada en el límite entre los departamentos franceses de Altos Alpes e Isère. Queda por encima de la cercana localidad de La Grave, un centro de montañismo y estación de esquí, bien conocida por sus posibilidades de esquí de travesía y extremo. Por su particular colocación se la llama la Reina del Oisans.
La Meije está compuesta por tres cimas principales. 
- "Gran Pico de la Meije" (Grand Pic de la Meije) es el pico más alto, con 3.984 m s. n. m. El Grand Pic es célebre por no tener ningún sendero "fácil" a la cumbre, por lo que se considera una de las cimas más difíciles de los Alpes.
- "Dedo de Dios" (Doigt de Dieu) o "Pico central de La Meije" (3.973 m). Es una gran torre cubierta de nieve en el extremo oriental de la arista, por encima de las laderas meridionales, es una atracción para los montañeros de diversos niveles de habilidad.
- "La Meije oriental"

## Ascensión
La Meije fue una de las últimas cimas destacadas de los Alpes que se coronó. La primera ascensión se hizo el 16 de agosto de 1877 por Pierre Gaspard y su hijo con su cliente Emmanuel Boileau de Castelnau. En 1891, J. H. Gibson, U. Almer y F. Boss hicieron la primera travesía de la arista, de oeste a este. 
Para el montañismo, la aproximación a La Meije puede ser desde dos refugios:
- El refugio du Promontoire a 3.092 m s. n. m., se encuentra al pie del empinado contrafuerte sur del pico, y permite el acceso a rutas por la cara sur de la montaña. 
Se tardan de 4 a 5 horas de complicada escalada sobre una cresta rocosa con dificultad III continuo, complicada por atravesar un glaciar. Esta travesía es fácil pero peligrosa en malas condiciones porque domina la pared meridional de la montaña. Para evitar la travesía del glaciar en las malas condiciones atmosféricas que suelen ser habituales por la tarde, muchas cordadas prefieren efectuar la travesía de las otras cimas hasta el Dedo de Dios. En este caso, la empresa se hace más larga y complicada y merece el grado D.
- El refugio de l'Aigle a 3.450 metros, se encuentra en lo alto del glaciar Tabuchet, y permite acceder a la cara norte.

## Clasificación SOIUSA
Según la clasificación SOIUSA, La Meije pertenece:
- Gran parte: Alpes occidentales
- Gran sector: Alpes del sudoeste
- Sección: Alpes del Delfinado
- Subsección: Macizo des Écrins
- Supergrupo: Cadena Meije-Râteau-Soreiller
- Grupo: Grupo de la Meije
- Subgrupo: Nudo de la Meije
- Código: I/A-5.III-B.7.b